# Mongkawng

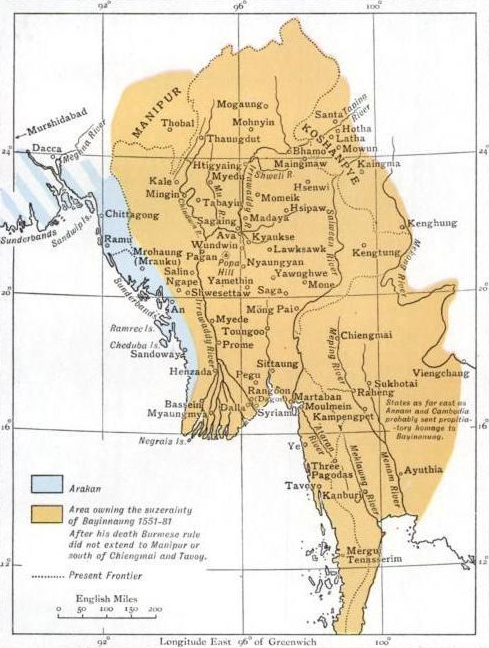
Mogaung (Mongkawng) a un mapa del regne de Taungoo.

Mongkawng (Mogaung) fou un principat shan de la regió del riu Irawady, en territori birmà al sud de Wuntho.
Segons la tradició fou fundat per una branca del poble xan coneguda pels nores (singular nora) o Tai Long (Grans Shans) amb una llengua molt semblant al tailandès; el primer príncep (sawbwa) de Mongkawng fou Sam Long Hpa (1215), que va fer grans conquestes en totes direccions i va governar en un territori entre Hkamti Long i Shwebo, arribant fins al país naga i al país mishmi; fin el 1557 el principat va estar sota influència xinesa més o menys accentuada però en aquest any fou envaït per una expedició de Pegu i en endavant subjecte a aquest regne birmà o fou independent segons la força de cada sobirà; el 1742 es va fer independent i encara que fou ocupat pels birmans el 1771 va recuperar la independència el 1775; però finalment el 1796 fou sotmès pel regne d'Ava i governat per wuns (governadors).
Els xans es van revoltar a l'inici del segle XIX; l'important poble emmurallat de Waingmaw, just sota Myitkyina, a l'esquerra de l'Irauadi, fou destruït per una expedició birmana que venia de Bhamo el 1810. El darrer cop als xans fou donat pels katxins que van començar a pressionar des del nord a la segona meitat del segle i els xans gradualment van quedar exhaustes i el 1883 un moviment dirigit per un home anomenat Haw Saing, que deia ser la reencarnació d'un llegendari príncep xan, va establir el predomini katxin; el seu moviment va començar amb la devastació de la vall de l'Indawgyi i va acabar amb la conquesta de Mogaung; encara que els rebels foren finalment dispersats, els birmans, com havia passat al districte de Bhamo, no van poder protegir els seus súbdits xans que van haver de pagar tribut als caps locals (duwas) katxins, a canvi de no ser atacats; aquestos tributs variaven entre un grup de búfals a una mica de sal.
El febrer de 1886, al final de la tercera Guerra Anglobirmana, el subcomissionat britànic a Bhamo va rebre la submissió dels oficials birmans locals a Mogaung; però aviat van arribar les dificultats; el primer inyo-ok (governador, d'etnia birmana) fou assassinat dos mesos després de la seva arribada i l'oficial birmà designat al seu lloc va refusar restar a Mogaung a menys que s'hi establís un contingent de tropes; el seu successor, Po Saw, va fugir quan els britànics van enviar una expedició a la zona (1887) i es va declarar obertament en rebel·lió; va rebre el suport dels lepai katxins per fer front a una comuna enviada des de Bhamo que venia per protegir el seu successor, i va atacar Mogaung però sense èxit. Avançat el 1887 Mogaung fou protegida per una empallissada i convertida en capital de la subdivisió de Mogaung al districte de Bhamo. Po Saw va fer un segon atac a la vila el 1888 causant algunes baixes a la guarnició.
Va ser part de la confederació de Wuntho que es va oposar a la dominació britànica (1891) i incorporat al districte de Myitkyina, divisió de Mandalay al govern de l'Alta Birmània el 1896.